# ロシアのクルド人
ロシアのクルド人（ロシア語: Курды в России, tr. Kurdy v Rossii、クルド語: Kurdên Rusyayê/Кӧрден Русйайе）は、歴史的に重要であるNIS諸国のクルド人人口の大部分を形成しており、コーカサスや中央アジアのクルド人社会とも密接なつながりがある。

## 歴史
19世紀初頭、当時ロシア帝国は、ペルシャとの戦争（ロシア・ペルシャ戦争 (1804年-1813年)）やオスマン帝国との戦争（露土戦争 (1877年-1878年)）におけるクルド人の中立を確保することを主な政策としていた。19世紀初頭、トランスコーカサス地方がロシア帝国に編入された頃、クルド人はトランスコーカサス地方に定住した。20世紀に入ると、クルド人はトルコ人とペルシャ人によって迫害対象となった。ロシア帝国とガージャール朝が戦争状態にあった1804年から1813年、そして1826年から1828年にかけて、ロシア帝国はクルド人をロシアとアルメニアに移住させた。クリミア戦争と露土戦争（1877-1878）の間、クルド人はロシアとアルメニアに移動した。1897年のロシア帝国国勢調査によると、99,900人のクルド人がロシア帝国に住んでいた。
第二次世界大戦中、最も有名なソ連のクルド人のひとりに、第二次世界大戦におけるソ連の英雄とされているサマンド・シアバンドフがいる。
なお、クルド人活動家アブドゥッラー・オジャランは1998年にロシアに亡命を求めている。

## 人口統計 (1897 - 2021)
1897年から2021年までの国勢調査によるロシアのクルド人の人口統計: 
| 年   | 人口   | 注記                                   |
| ---- | ------ | -------------------------------------- |
| 1897 | 113    | ヨーロッパ・ロシア内でで               |
| 1926 | 178    | ロシア・ソビエト連邦社会主義共和国内で |
| 1939 | 387    | ロシア・ソビエト連邦社会主義共和国内で |
| 1959 | 855    | ロシア・ソビエト連邦社会主義共和国内で |
| 1979 | 1,631  | ロシア・ソビエト連邦社会主義共和国内で |
| 1989 | 4,724  | ロシア・ソビエト連邦社会主義共和国内で |
| 2002 | 50,880 | ロシア連邦内で                         |
| 2010 | 63,818 | ロシア連邦内で                         |
| 2021 | 50,701 | ロシア連邦内で                         |

## 著名なロシアのクルド人
- カナテ・クルド（英語版） - 文献学者

- ザラ (歌手)（ロシア語版、英語版） - 歌手
- ミーシャ・アロイヤン（英語版） - ボクシング選手
- グラム・アジョエフ (1961年生まれのサッカー選手)（英語版） - サッカー選手
- グラム・アジョエフ (1995年生まれのサッカー選手)（英語版） - サッカー選手
- Zyzz（英語版） - ロシア生まれのオーストラリア人ボディビルダー、ネット上の著名人